# 君王大道
君王大道（阿拉伯語：الطريق الملوكي；英語：King’s Highway），古代近东地区一个极为重要的贸易通道。它从埃及开始穿越西奈半岛经过约旦南部的亚喀巴，往北向外约旦和大马士革直到幼发拉底河。除了作为贸易经商的通道，君王大道也是近东朝圣者的主要路线。
拜占庭时期和十字军时期，在君王大道沿途的高地建造了坚固的城堡和要塞作为保护基督教朝圣者和商旅。西元7世记到16世记，穆斯林占据了这条路线，成为穆斯林从叙利亚、伊朗等沿途国家到圣城麦加的穆斯林朝圣的路线，也称为「朝觐之路」。君王大道穿越了外约旦的沙漠地带，主要的公路使用者为沙漠内陆地区的居民。
在今天的约旦境内的35号和15高速连接了在北部的伊尔比德与南部的亚喀巴 。南部的路线穿越了许多的乾谷，形成宛如蛇般弯曲连绵的低速行驶道路。

## 路线

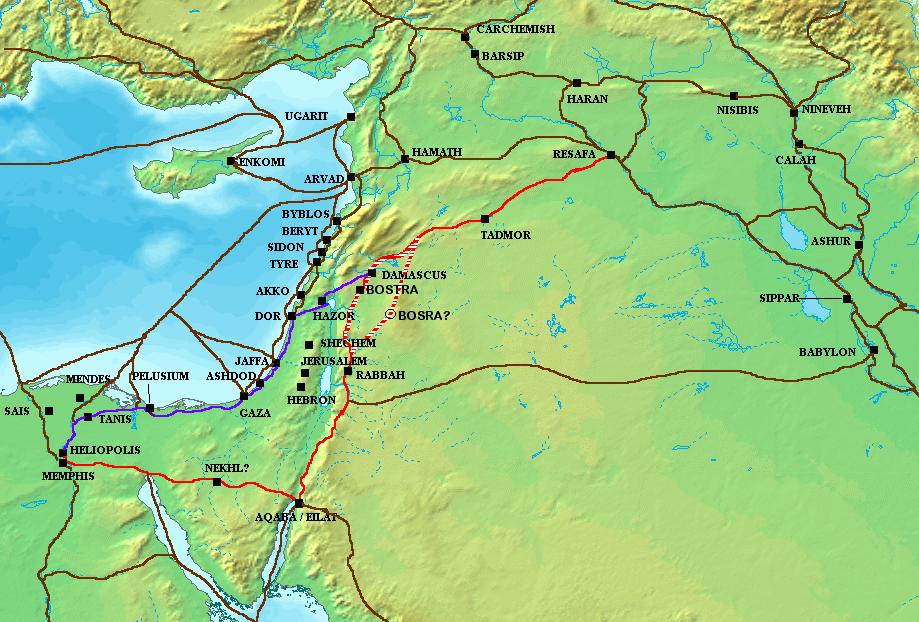
君王大道（紅色）

君王大道开始于埃及的赫里奥波里斯，向东抵达克里斯馬（今天的苏伊士），經由米特拉山口與古埃及在西奈沙漠的要塞城市尼赫而抵达今天的以色列国土埃拉特和约旦境内的亚喀巴。从那兒大道转向穿越阿拉伯谷，经过佩特拉、马安抵达西拉和绍巴克。經由卡拉克和摩押人的土地前往米底巴、抵达拉巴安盟／費拉德尔菲亚（今天的安曼）、杰拉什，进入今叙利亚境內的布斯拉、大马士革與泰德穆尔，最終结束于幼发拉底河上游的雷萨法。

## 最早的文献记载
《圣经》是最早提到君王大道的文献之一。《民数记》20章17节记载，摩西从加低斯差遣使者去见以东王，请求他让以色列百姓从以东国内的君王大道过去。“求你容我们从你的地经过、我们不走田间和葡萄园、也不喝井里的水、只走大道（君王大道）、不偏左右、直到过了你的境界”。
在更早期，《创世记》14章记载，由基大老玛为首从美索不达米亚平原而来的四王镇压反抗他们的属国所多玛地区的五王。得胜后虏获了这些国家的人民和财富把所得带回本国，亚伯拉罕的侄儿罗得当时就居住在所多玛。亚伯拉罕接到通报后带人追赶救至大马士革，救回自己的侄儿以及财富。亚伯拉罕能够迅速的追上前往美索不达米亚平原的大军，极大的可能就是他使用了君王大道。

## 圣经的记载
君王大道，是起自阿卡巴湾的以旬迦別，往北经西珥山区、波斯拉、吉珥哈列设、底本、希实本、拉巴、基列拉末等，到大马色后即銜接沿海大道去吾珥。君王大道在死海以南，又有兩條大道自埃及的安城通來连接，其一是從波斯拉经加低斯去安城，称为书珥路；另一条从以旬迦別去安城。
沿著地中海東岸，北起腓尼基的海岸，也有一條国际大道。這條大道如果從南，則起自米吉多，往北可到小亚細亚。

## 历史
强盛的埃及王朝在军事，贸易，民生需求的供求提供了庞大的贸易商机。同时，处于在两河流域的繁荣茂盛，已及地理条件是丝绸之路的货物通向非洲，近东，及欧洲的重要货物转站。当时连接非洲大陆与美索不达米亚平原之间的近东贸易路线以君王大道及沿海大道为主。君王大道是贯穿外约旦沙漠地带，死海到埃及的主要路线。君王大道也是唯一到达阿拉伯半岛的重要贸易路线。沿海大道（Via Maris，旧约圣经称为非利士人之路）则穿越古代迦南地沿着地中海岸从大马士革到埃及的路线。
君王大道与沿海大道是兵家必争之地，拥有这两条大道的国家等同于把财富和军事力量握紧在手中。当时贯连君王大道在外约旦的主要国家有摩押、以东、亚扪、以色列。

## 君王大道与以色列
君王大道是驳接由埃及进入以色列，再由以色列进入大马士革的沿海之路的主干大道。沿海之路是以色列境内重要的贸易路线，这条路线以色列的扫罗及大卫两王依靠着君王大道的便利，在经济方面成功的保障了出入以色列的贸易商人的安危，同时也以辖制着今天约旦境内的邻国，摩押，以东，亚扪人等。以色列人君王对这些国家的争战，及这些国家的反抗，重复的上演。

### 以东
古代的以东地，今分属于以色列及约旦兩国。君王大道穿過其间，是埃及经以旬迦別，希实本，大马色前往美索不达米亚的主要贸易路线，是以东主要的财富來源。以东的亚拉巴南部峽谷蕴藏着丰富的铜矿和铁矿。大卫作王时期征服了以东，是大卫王和所罗门王的重要财富。

### 摩押
摩押地是平原地，极适合畜牧和农业的发展，君王大道自南向北穿越，给他们帶來了财富和军事的利益。区內就有希实本、米底巴、比悉、巴力勉、底本、亚罗珥、基列亭、吉珥哈列设等重要的城邑。 大卫王攻打摩押人，摩押人就成为以色列的属国，给它进贡。摩押在以色列人的亚哈王死后背叛以色列，不再向以色列进贡。

### 亚扪人
亚们的区域为散佈在希实本以北，基列以东，巴珊以南，阿拉伯沙漠以西的地区，人口主要集中在雅博河的上流地帶。公元前11世纪， 亚扪人建立了亚扪王国。今日约但王国的首都安曼即是亚扪的首府，以拉巴。公元前第十世记早期，在大卫王朝期间，以色列人曾征服了 亚扪人。亚扪人在公元前第九世记中期重新夺回它的獨立权，但是很快地又被亚述人征服，然后接下來又波斯人统治。在公元前一千年以前，君王道就连接了以东、摩押、和亚捫这三個王国。

## 经历过的朝代

### 铁器时代
叙利亚的亚兰王朝兴起，阿拉米人便哈达一世和哈薛两王控制了君王大道扩充并用其扩张在南部的势力。大马士革和外约旦掌握着亚兰王朝的兴衰。叙利亚境内的大马士革是重要的驿站，更是贯穿外约旦与大马士革的君王大道和沿海之路的交汇点。大马士革是具有策略性的城市，往东抵达美索不达米亚平原就可接驳通往中国的丝绸之路，往南穿越约旦河谷就可以抵达非洲大陆。

### 纳巴特王国的兴起
几世记过后，约旦境内擅长交易乳香、没药来经验海港业务；亦在埃及交易死海的沥青的納巴泰人通过君王大道从他们隐蔽之地佩特拉输送由阿拉伯南部来的香料和名贵物品到大马士革及以外的贸易市场。
纳巴特王国在公元106年被罗马帝国皇帝图拉真征服，将其纳入犹大行省。君王大道成为罗马帝国在近东穿越阿拉伯沙漠的国道。 
罗马帝国时代，君王大道被改称为「皇家大道」（Via Regia）。图拉真皇帝将它重建以符合罗马骑士队的行路标准，并命名它为「图拉真新道」（Via Traiana Nova），用以作为沿着阿拉伯罗马帝国的边界和省份的军事和贸易道路。
无论在拜占庭、阿拉伯、波斯和穆斯林时期，君王大道都拥有着重要的策略价值。

### 拜占庭时期
拜占庭时期，基督教徒使用君王大道前往约旦及耶路撒冷的圣地朝圣。卡拉克在拜占廷时期设为主教区。基督徒沿着君王大道前往记载摩西去世及被埋葬的圣地尼波山。另一條路連接它與耶路撒冷，經由约旦河畔的「洗礼圣地」阿麥他斯（据说是施洗约翰为耶稣洗礼的地方）、利維亞斯與耶利哥。

### 穆斯林时期
7世纪，伊斯兰在阿拉伯半岛兴起，使得中东的历史格局从此发生巨变。先知穆罕默德的后继者——四大哈里发时期的穆斯林迅速向阿拉伯半岛以外的地区扩张。沙漠地区信奉伊斯兰教的贝都因人和阿拉伯北方穆斯林都用君王大道到麦加和麦地那朝圣。在穆斯林占领时期，君王大道称为「朝觐之路」。直到16世纪，奥图曼开发的另一条路线取代君王大道。

### 十字军时期
从1096年－1291年的十字军东征时期，为保护基督教朝圣者与商队而设立的十字军要塞布满了国王大道的四周；这些坚固的堡垒今天依然耸立在约旦谷一带。坐落在君王大道的卡拉克城堡是十字军东征时期建造的防御工事。12世纪，卡拉克的统治者沙蒂永的雷纳德倚仗坚固的堡垒袭击和掠夺经过的商队，并且两次撕毁了与撒拉丁的协议。撒拉丁三次进攻卡拉克，最后终于攻克城堡，处死了雷納德。

### 奥图曼时期
16世记，奥图曼的苏丹为了保障北部的穆斯林能够安全的抵达圣城麦加朝圣，于是建造了一条全长800英里，从大马士革出发到麦加的新路线，命名为「少女大道」（Tariq al-Bint）。沿途建有小型要塞，保护供给给朝圣者的水源。到今天还保持完好的要塞是蓋泰納。这条新的朝圣路线取代了君王大道的地位。
1900年，奥图曼苏丹决定修造一条通往麦加的铁路，汉志铁路。铁路由伊斯坦堡通往大马士革。1908年加建至麦地那和海法。正要修建至麦加时，第一次世界大战爆发而停止。这条铁路由全世界的穆斯林捐赠资金，它缩短了穆斯林以好几个月才能完成的朝圣路程，通过铁路，短短的几天就能抵达。它也帮助了扎尔卡、安曼、馬安崛起成为重要的城市。 

## 没落
随着越来越多的人选择沿海之路（ Via Maris，旧约圣经称为非利士人之路）往返埃及和大马士革，以及土耳其在国王大道的东边开辟了一条由大马士革到麦加的新朝圣路线「少女大道」，君王大道不再成为策略性的道路。现代新建的沙漠高速沿着君王大道的部分路线蔓延。虽然汉志铁路 在世界第一次大战时被破坏，现在只留下一小部分在约旦通往亚喀巴。约旦哈希姆王国新的沙漠高速从安曼到亚喀巴缩短了路程，然而沿途的风景也逊色许多。

## 大道上的重要城市

### 耶路撒冷
从耶路撒冷向东的大路，经耶利哥渡约但河后通往拉巴，连接君王大道。这是连接外约旦地区的主要通道之一。从耶路撒冷向西北的大路，可达约帕。后者是耶路撒冷的港口。从耶路撒冷向西南的大道，可达非利士地，是條重要的军事道路。

### 卡拉克
今日是約旦的一個大城，是摩押王国京城基珥哈列设的故址，至今仍保留了大部份其坚固雄壯的城堡和城牆。昔時的君王大道经过此处，自古就是一个极具商业和军事价值的重镇。它拥有好几个不同的名字，例如：吉珥哈列设（Kir-hareseth）（以赛亚16:7）、吉珥西瑞斯（Kir-heres），聖经時代它又被称为基珥（Kir，以赛亚15:1）。在十字军时代，卡拉克是约旦王国境內最大的十字軍城堡的所在地。

### 马达巴
古代摩押王国的一部分。在聖经时代被称为米底巴，位于安曼以南约32公里，死海以东约 20 公里，昔日的君王王道经过此城，今日也是一重要的公路交汇点，是商务及军事的重镇。米底巴曾被以色列人所征服（民21:30），但是后來被摩押王米沙佔領，並且重建了这城。

### 佩特拉
佩特拉是约旦南部的一座古城废墟，隐藏在亚拉巴谷东侧的一條狹窄的峽谷內。它很可能是《旧约圣经》中的「西拉」（Sela）(列王记下14:7)。公元前三世记，纳巴特王国将国都设在佩特拉，使它成为一個繁荣的贸易中心。于公元106年，纳巴特王国被罗马帝国统治。佩特拉在拜占庭时期，佩特拉还维持着一个主教教区的地位，君士坦丁堡成为罗马帝国中心后，佩特拉便失去了它的重要性。在公元12世纪，十字军曾经在佩特拉建立了一个堡垒，随着十字军的撤退，这城就被废弃了，並逐渐消失在西方世界里。消失在历史长河中的佩特拉，直到1812年瑞士探险家伯哈特（Burckhardt）发现它，才又重現世人的眼前。佩特拉是古代世界里最让人惊叹的地方之一。佩特拉，被誉为「玫瑰红城」，里面遍佈了华丽的墓塚、宮殿和神庙，都是由山谷的岩石峭壁中雕刻而成。

### 亚喀巴
位于约旦南部的红海阿卡巴湾源头之东北角，在亚拉巴瓦地（Wādi Araba）之南端，约旦唯一的港口。圣经时代，以拉他（Elath）、以旬迦別（Ezion Geber）为此地区的两个城市。以旬迦別，是所羅門（所罗門王）时代的港口（王上9:26）；而以拉他（申2:8），则可能是今天阿卡巴对面，位于以色列境内的避寒圣地及商港，埃拉特。

### 安曼
在旧约《圣经》称为拉巴（Rabbath-Ammon，代上20:1），为当年亚扪人的首都是現今约旦王国的首都。

### 大马士革
今日敘利亞的首都，所盛产地毯和刀剑，极富盛名。此城自古以来就是贸易路线的重要枢纽，往南有两条大道通往埃及，就是君王大道和沿海大道；往东则是一条通往巴比伦的大道。往东的大道从北经哈马和阿勒坡，再沿幼发拉底河通往巴比伦地区。沿海大道的，由西南经夏瑣、米吉多、约帕、迦萨抵达埃及。君王大道，向南经外约旦往阿卡巴湾，到埃及。君王大道和沿海大道是美索不达米亚穿越巴勒斯坦抵达埃及唯一的主干大道。因此商业發达，人民富足。

## 今天的君王大道
今天的君王大道被约旦打造为旅游业重点。约旦的15号和35号公路连接着部分旧有的君王大道，从北部的伊尔比德到南部的亚喀巴。全长335公里的现代公路，又称 KING'S WAY 或者 Tariq es-Sultani （苏丹之路 )。这条现代的君王大道贯穿约旦不同的生态区域，途经森林高地，开阔的高原耕地，纵深的沟壑和东部沙漠的边缘地带，以及温带亚喀巴海湾，并且远途都是大量的考古景点，被称为是约旦最美的景观公路。
这段公路最著名的景点就是联合国教育、科学及文化组织世界遗产承认的奇迹 - 玫瑰之城佩特拉古城，以及沿途罗马时代到十字军东征时期所遗留下来的要塞。